# Elecciones regionales de Tacna de 2002
Las elecciones regionales de Tacna de 2002 se llevaron a cabo el 17 de noviembre de 2002 para elegir al presidente regional, al vicepresidente regional y al Consejo Regional para el periodo 2003-2006. La elección se celebró simultáneamente con elecciones regionales y municipales (provinciales y distritales) en todo el Perú.

## Sistema electoral
El Gobierno Regional de Tacna es el órgano administrativo y de gobierno del departamento de Tacna. Está compuesto por el presidente regional, el vicepresidente regional y el Consejo Regional.
La votación del presidente, vicepresidente y consejo regional se realiza en base al sufragio universal, que comprende a todos los ciudadanos nacionales mayores de dieciocho años, empadronados y residentes en el departamento de Tacna y en pleno goce de sus derechos políticos.
El Consejo Regional de Tacna está compuesto por 7 consejeros elegidos por sufragio directo para un período de cuatro (4) años, en forma conjunta con la elección del presidente regional. La votación es por lista cerrada y bloqueada. Se asigna a la lista ganadora los escaños según el método d'Hondt o la mitad más uno, lo que más le favorezca.

## Partidos y candidatos
A continuación se muestra una lista de los principales partidos y alianzas electorales que participaron en las elecciones:
| Candidatura | Candidatura | Partidos y alianzas | Candidatos | Candidatos                | Ideología                                           | Ref. |
| ----------- | ----------- | --- | ---------- | ------------------------- | --------------------------------------------------- | ---- |
|             | APRA        | Lista - Partido Aprista Peruano (APRA) |            | Julio Alva Centurión      | Aprismo                                             |      |
|             | PP          | Lista - Perú Posible (PP) |            | Juan Alata Huaylla        | Socioliberalismo Democracia liberal Tercera vía     |      |
|             | SP          | Lista - Somos Perú (SP) |            | Luis Véliz La Vera        | Democracia cristiana Conservadurismo social         |      |
|             | UN          | Lista - Unidad Nacional (UN) – Partido Popular Cristiano (PPC) – Solidaridad Nacional (SN) – Renovación Nacional (RN) – Cambio Radical (CR) |            | Luis Alfaro Cárcamo       | Democracia cristiana Conservadurismo Neoliberalismo |      |
|             | RD          | Lista - Reconstrucción Democrática (RD) |            | Tomás Alarcón Eyzaguirre  | Humanismo                                           |      |
|             | AxT         | Lista - Alianza por Tacna (AxT) |            | Hugo Ordóñez Salazar      | Regionalismo tacneño                                |      |
|             | TH          | Lista - Tacna Heroica (TH) |            | Washington Zeballos Gámez | Regionalismo tacneño                                |      |
|             | TCT         | Lista - Todos con Tacna (TCT) |            | Federico Nieto Becerra    | Regionalismo tacneño                                |      |

## Resultados

### Sumario general
|                        |                                 |              |              |              |            |            |
| Partidos y coaliciones | Partidos y coaliciones          | Voto popular | Voto popular | Voto popular | Consejeros | Consejeros |
| Partidos y coaliciones | Partidos y coaliciones          | Votos        | %            | ±pp          | Total      | +/−        |
|                        | Partido Aprista Peruano (APRA)  | 37,970       | 29.14        | n/a          | 5          | n/a        |
|                        | Alianza por Tacna (AxT)         | 33,856       | 25.98        | n/a          | 1          | n/a        |
|                        | Tacna Heroica (TH)              | 19,546       | 15.00        | n/a          | 1          | n/a        |
|                        | Perú Posible (PP)               | 14,589       | 11.20        | n/a          | 0          | n/a        |
|                        | Unidad Nacional (UN)            | 9,178        | 7.04         | n/a          | 0          | n/a        |
|                        | Todos con Tacna (TCT)           | 9,057        | 6.95         | n/a          | 0          | n/a        |
|                        | Somos Perú (SP)                 | 3,236        | 2.48         | n/a          | 0          | n/a        |
|                        | Reconstrucción Democrática (RD) | 2,873        | 2.20         | n/a          | 0          | n/a        |
|                        |                                 |              |              |              |            |            |
| Total                  | Total                           | 130,305      |              |              | 7          | n/a        |
|                        |                                 |              |              |              |            |            |
| Votos válidos          | Votos válidos                   | 130,305      | 91.04        | n/a          |            |            |
| Votos en blanco        | Votos en blanco                 | 4,488        | 3.14         | n/a          |            |            |
| Votos nulos            | Votos nulos                     | 8,331        | 5.82         | n/a          |            |            |
| Votos emitidos         | Votos emitidos                  | 143,124      | 90.30        | n/a          |            |            |
| Abstenciones           | Abstenciones                    | 15,381       | 9.70         | n/a          |            |            |
| Votantes registrados   | Votantes registrados            | 158,505      |              |              |            |            |
|                        |                                 |              |              |              |            |            |
| Fuente:                |                                 |              |              |              |            |            |

### Autoridades electas
| Cargo                            | Autoridad electa | Autoridad electa              | Partido político | Partido político        |
| -------------------------------- | ---------------- | ----------------------------- | ---------------- | ----------------------- |
| Presidente Regional de Tacna     |                  | Julio Alva Centurión          |                  | Partido Aprista Peruano |
| Vicepresidente Regional de Tacna |                  | Jonatan Ríos Morales          |                  | Partido Aprista Peruano |
| Consejero Regional de Tacna      |                  | Tomás Cortez Calle            |                  | Partido Aprista Peruano |
| Consejero Regional de Tacna      |                  | Richard Blanco Claros         |                  | Partido Aprista Peruano |
| Consejera Regional de Tacna      |                  | Rosa Morales Ordóñez de Muñoz |                  | Partido Aprista Peruano |
| Consejera Regional de Tacna      |                  | Patricia Vizcarra Daza        |                  | Partido Aprista Peruano |
| Consejero Regional de Tacna      |                  | Juan Condori Salas            |                  | Partido Aprista Peruano |
| Consejero Regional de Tacna      |                  | Félix Laura Vargas            |                  | Alianza por Tacna       |
| Consejero Regional de Tacna      |                  | Juan Martínez Villalobos      |                  | Tacna Heroica           |